# Шиндлер, Эвальд
Эвальд Шиндлер (нем. Ewald Thomas Schindler; 5 февраля 1891, Берлин — 1948) — немецкий актёр и театральный режиссёр
. Брат Курта Шиндлера.
Сын банкира еврейского происхождения, который в 1905 г. покончил с собой после того, как кассир его банка скрылся с деньгами. В 15 лет поступил в актёрскую труппу в Крефельде. В 1910 г. окончил актёрскую школу Макса Рейнхардта при берлинском Немецком театре. Дебютировал в кино как актёр в 1911 году, в том числе в картине Вигго Ларсена «Белая рабыня, часть 3». В 1921 г. исполнил главную роль в лейпцигской постановке «Человека из зеркала» Франца Верфеля. В начале 1920-х гг. возглавлял Резиденцтеатр в Ганновере.
Женившись на Норе Никиш, дочери дирижёра Артура Никиша, получил доступ в музыкальные круги. В конце 1920-х гг. работал ассистентом у дирижёра Бруно Вальтера в берлинской Городской опере, после чего по рекомендации Вальтера получил место режиссёра в Дюссельдорфской опере.
После прихода к власти нацистов бежал в Чехословакию, где занял должность режиссёра в Немецкой опере в Праге и пост профессора в Немецкой академии музыки и театра в Праге. В 1936 г. в последний раз снялся в кино в фильме Пауля Вегенера «Август Сильный». В 1937 г. получил чехословацкое гражданство.
После нацистской оккупации Чехословакии бежал в Италию, в 1940 г. был арестован и заключён в концлагерь. Благодаря хлопотам Сергея Кусевицкого в 1941 г. Шиндлер получил американскую визу, был освобождён и уехал в США. В последние годы жизни руководил небольшой театральной труппой в Вашингтоне, там же вместе с танцовщицей Лильян Эспенак основал театральную школу. Перевёл несколько пьес с итальянского